# Sisawad Dalavong
Sisawad Dalavong (* 11. August 1996 in Savannakhet) ist ein laotischer Fußballspieler.

## Karriere

### Verein
Sisawad Dalavong stand von 2013 bis 2014 beim Ezra FC unter Vertrag. Der Verein aus Vientiane spielte in der ersten Liga des Landes, der Lao Premier League. 2015 wechselte er nach Attapeu zum Ligakonkurrenten Hoang Anh Attapeu FC. Zum ebenfalls in der ersten Liga spielenden National University of Laos FC ging er 2016. Hier stand er bis Ende 2017 unter Vertrag. Anfang 2018 verpflichtete ihn der Erstligist Lao Army FC.

### Nationalmannschaft
Sisawad Dalavong spielt seit 2016 in der laotischen Nationalmannschaft. Bisher bestritt er sechs Länderspiele.